# Габонско-испанские отношения
Габонско-испанские отношения — двусторонние и дипломатические отношения между Габоном и Испанией. У Габона есть посольство в Мадриде и консульства в Барселоне и Бильбао. Посольство Испании есть в Либревиле.

## Дипломатические отношения
Двусторонние отношения между двумя странами можно охарактеризовать как тёплые и без трений. У Испании есть постоянное посольство в Либревиле с 1962 года. Хотя политические отношения хорошие, они традиционно страдали от отсутствия визитов, которые тем или иным образом придают двусторонним отношениям больший динамизм и заметность. Образ, который Испания создает в Габоне, в целом положительный; Испания не ассоциируется для габонских граждан с колониальным государством, а габонское общество ценит демократический и экономический прогресс после переходного периода, рассматриваемый как пример, который следует принимать во внимание.

## Экономические отношения
Сальдо торгового баланса с Габоном традиционно было дефицитным для Испании (452 миллиона евро в 2013 году, 294 миллиона в 2014 году и 367 миллионов в 2015 году). В 2014 и 2015 годах стоимость испанского импорта из Габона существенно снизилась в результате, в значительной степени, падения цен на нефть, наблюдавшегося в те годы.

## Сотрудничество
Благодаря своему статусу страны со средним уровнем дохода, Габон не входит в рамки программ сотрудничества AECID, но пользовался стипендиальной программой до 2011 года — последнего года, в котором были отобраны габонские студенты (четыре человека).
Существует большой интерес к изучению испанского языка, что выражается в большом количестве габонских студентов, изучающих испанский язык как иностранный в национальной системе образования, как в средней школе, так и в университетах. Высшая нормальная школа ENS ежегодно, с конца 80-х годов, направляет в Университет Саламанки группу студентов — от 20 до 35 — в рамках учебной программы для подготовки активных преподавателей испанского языка. Программа сочетает в себе совершенствование испанского языка с методической подготовкой для преподавания языка. Продолжительность пребывания варьируется от 4 до 6 месяцев. Согласно данным, предоставленным Министерством национального образования посольству, в 2015/16 учебном году в средних школах обучались испанскому языку 111 000 школьников под руководством 410 учителей.
В отношении спорта существует программа двустороннего сотрудничества, подписанная в 2003 году по случаю визита в Испанию министра молодёжи и спорта Габона. Программа устанавливает годовой календарь спортивных мероприятий, спонсируемых Высшим советом по спорту, хотя в последнее время нет данных, подтверждающих его действенность.
Военное сотрудничество между Испанией и Габоном было усилено в последние годы благодаря предоставлению Министерством обороны Испании ряда грантов на обучение офицеров (испанский язык и курс Генерального штаба) с 2014-15 учебного года, и особенно после развертывания с марта 2014 года самолёта вместе с отрядом из 50 военнослужащих ВВС Испании для действий с территории Габона, направленных на поддержку французских войск в этом регионе.